# 山名豐國
山名豐國（1548年—1626年11月25日），日本戰國時代至江戶時代初期的武將、大名。父親是但馬國大名兼但馬山名家的山名豐定。母親是室町幕府管領細川高國的女兒。

## 生平

### 戰國大名時期
在天文17年（1548年）出生，家中次男。初名元豐。永祿3年（1560年），父親豐定死去，繼承人棟豐（伯父祐豐的兒子）亦在永祿4年（1561年）死去，在哥哥豐數繼承因幡山名家（通稱布施屋形、布施殿）家督後，成為支城因幡岩井城的城主，後來被敵對的哥哥豐數和其家老武田高信從城內流放，於是逃到鄰國但馬國八束。
在哥哥豐數死後，得到山中幸盛等尼子氏殘軍支援而繼承因幡山名家的家督，不過在天正元年（1573年），被毛利氏武將吉川元春攻擊，於是降伏於毛利氏軍門之下。受毛利氏當主毛利輝元下賜偏諱，改名為元豐，後來與織田氏交往，改名為豐國。

### 織田豐臣時期
雖然從天正6年（1578年）開始，與織田信長結交，不過在天正8年（1580年），領地鳥取城受織田氏武將羽柴秀吉侵攻，山名豐國因立場問題而遭到家中主戰派重臣中村春續、森下道譽的流放，由毛利家另行推派的吉川經家來接手城主的位置，而山名豐國亦轉投織田軍。天正9年（1581年），與秀吉一同進攻由吉川經家和舊家臣堅守的鳥取城，在圍困多月後因城中糧盡而陷落，而中村春續與森下道譽也因為「背叛主君」的罪行而被命令切腹。
雖然在秀吉之下，但是拒絕了秀吉出仕豐臣氏的要求，成為浪人。後來成為攝津國川邊郡的小領主多田氏的食客。天正14年（1586年），受濱松的德川家康賞識。天正20年（1592年），在文祿慶長之役時期，被秀吉命令同行至肥前國名護屋城。

### 幕臣時期
慶長5年（1600年），在關原之戰中投向德川方，加入龜井茲矩軍戰鬥。慶長6年（1601年），被賜予但馬國內七美郡全域6千7百石。因為但馬山名家（山名祐豐的家系）已經斷絕，於是同是但馬山名家血脈的豐國家系成為山名氏嫡流。此後仕於家康、秀忠，參加駿府城的茶會等。在寬永3年（1626年）10月7日死去。享年79歲。子孫在江戶時代以表高家並寄合和交代寄合表御禮眾存續。

## 人物、逸話
- 在居城鳥取城被羽柴秀吉的軍勢攻擊時，隻身離開城池並投降。一說這是因為守備鳥取城的手法巧妙，因此不能攻克城池的秀吉以豐國的正室（或女兒）為人質，迫豐國降伏。

- 拒絕秀吉出仕豐臣家的邀請而成為浪人，歷經諸國流浪後，受攝津多田氏暫留在領內，不過亦非常有禮，被認為是重視義理的人。

- 一次，向德川家康說「要說粗心者的話，就是朽木卜齋（牧齋）殿這樣的人吧」（粗忽者と言うのは朽木卜斎（牧斎）殿のようなお方の事を言うのでしょうな），家康回答「原來如此，卜齋是粗心者是眾所周知的，不過我認為你比卜齋更粗心」（なるほど、卜斎が粗忽者であるというのは皆が知ることであるが、御身の粗忽さは卜斎以上であると私は思う）。周圍的人聽到後都相當驚訝，家康說「卜齋是粗心者，不過由先祖傳来的朽木谷至今仍能保著。相較之下，你是怎樣呢。從前，山名家是治理六十餘州內的十一州的大族，是被稱為「六分之一殿」的家格。現今失去全部所領，變成如此的寄寓之身。這正可說是天下第一粗心，我認為沒有比如此更粗心的事」。對此，豐國全無感到羞恥的様子，並回答「正是如此。因為我既稱不上「六分之一殿」如此規格的稱呼，至少想被人稱為「百分之一殿」」（全く仰る通りです。私も六分の一殿とまでの贅沢は言いませんから、せめて百分の一殿ぐらいには呼ばれたいものです），聽到這些的說話後，連家康都只得苦笑。

- 天正年間，在與家康一同訪問斯波義銀（津川三松）的屋敷時，豐國對義銀似乎太過殷勤，後來家康對豐國說「雖說義銀是管領家出生，不過是足利氏分家而已。你是新田家嫡流，在不久之前不還是治理數國的太守嗎。何故向足利分家如此卑屈呢」（義銀は管領の家の生まれと言えども足利の分家に過ぎない。お前は新田家の嫡流にして、そう遠くない昔までは数ヶ国を治める太守であったではないか。何故、足利の分家にそのように卑屈になるのだ）（家康亦自稱新田氏分家）。

- 關原之戰後，豐國登用武田高信（豐國曾被高信流放）的遺兒助信，並給予2百石。此後，助信的子孫代代仕於山名氏。

- 在謁見已就任征夷大將軍的家康時，穿著室町幕府第10代將軍足利義稙贈予山名氏當主的羽織，受到讚賞。

- 精通有職故實、和歌、連歌、茶湯、將棋等文化。

## 外部連結
- 武家家伝＿山名氏 （页面存档备份，存于）